# Заславська брама (Межиріч)
Заславська брама — пам'ятка оборонної архітектури в селі Межиріч. Зведена для захисту колишнього міста на підходах зі сторони заславського гостинця. Включена до земляного валу. Відігравала ключову роль в обороні міста.

## Історія і опис
Разом з валом, сімома баштами і Острозькою брамою, становила кільце оборонних укріплень колишнього міста. До брами провадив Заславський міст. З боку міста вона була підсилена замком-двором. У 17 столітті озброєння брами становила одна мортира і ще одна у башті над нею. 
Збудована з пісковику, прямокутна в проєкції. В першому ярусі влаштовано наскрізний арочний проїзд. Збереглася частково, на рівні першого ярусу. Має ключоподібні стрільниці. Кути обрамлені рустуванням в ренесансному стилі.

## Роботи на об'єкті в 2012 році
Влітку 2012 року, зі слів ініціатора, кандидата в народні депутати України Олексія Хахльова, на об'єкті проводилися ремонтно-консерваційні роботи «не зовсім у законодавчому полі».